# Abraham van Diepenbeeck
Abraham van Diepenbeeck ou Abraham van Diepenbeck, baptisé le 9 mai 1596 à Bois-le-Duc, et mort le 31 décembre 1675 à Anvers, est un peintre et illustrateur flamand.

## Biographie
Jeune, Abraham van Diepenbeeck apprend la technique du vitrail avec son père, Jan Roelofszone van Diepenbeeck (nl). Il suit des études classiques et s'installe à Anvers entre 1621 et 1623. Il y réalise quelques vitraux, notamment pour la cathédrale Saint-Jacques (les Œuvres de le miséricorde) et l'église des Dominicains (Vie de saint Paul). Il devient l'élève de Rubens en 1623. En 1626 - 1627, il participe à l'exécution des cartons de la série de tapisseries La Glorification de l'Eucharistie, commande de l'infante Isabelle à l'atelier de Rubens.
En 1636, Van Diepenbeek acquiert la citoyenneté d'Anvers. Il est admis à la guilde de Saint Luc en 1638 et devient directeur de l'académie en 1641.
Après un voyage en Italie, il entreprend de réaliser des illustrations. Parmi celles-ci, on trouve 59 dessins gravés par Cornelis Bloemaert pour illustrer les Tableaux du Temple des Muses de l'abbé de Marolles. Il se rend aussi en Angleterre sous le règne de Charles Ier, où il réalise des portraits du duc de Newcastle et de sa famille et illustre un traité d'équitation.
Diepenbeeck est l'auteur des vitraux de l'église conventuelle des Carmes de Boxmeer.

## Œuvres
- Extase de saint Bonaventure, Musée royal des beaux-arts, Anvers.
- Saints dominicains au pied du Christ en croix, Musée du Louvre, Paris.
- Clélie passant le Tibre, Musée du Louvre, Paris.
- Les Quatre Docteurs de l'église, Musée des beaux-arts, Bordeaux.
- L'Enlèvement de Ganymède, Musée des beaux-arts, Bordeaux.
- Sainte Famille, Musée des beaux-arts, Lyon.
- La Vierge entourée d'une guirlande de fleurs, musée des beaux-arts, Dijon.
- La Mort d'Achille, Musée Magnin, Dijon.
- La Flagellation du Christ, Musée épiscopal, Haarlem.
- L'Apothéose d'Hercule, Hôtel d'Agar, Cavaillon.
- Beaux-Arts de Paris : 
  - La Naissance de Vénus[2], pierre noire, plume, encre brune, lavis brun et d'encre de Chine et gouache blanche, Diam. : 0,209 m. Ce dessin illustre la Naissance de Vénus telle qu'elle est décrite par Homère dans ses Hymnes traduits dès 1488 par des humanistes florentins. Il pourrait s'agir d'une étude préparatoire pour la gravure proche des eaux-fortes des Tableaux du temple des muses (1633-1638). Son format circulaire laisse supposer à un projet pour un plat en argent, similaire à celui de Rubens (La Naissance de Vénus, esquisse sur papier, Londres, National Gallery), ou un modèle pour un petit vitrail appelé "rondel". Cette scène mythologique rappelle par divers aspects l'art de Rubens[3].
  - Vision du trône : épisode de la vie de saint François d'Assise[4], pierre noire et plume, encre brune, H. 0,268 ; L. 0,188 m. Ce dessin est préparatoire à l'une des estampes de la série de quarante-deux planches consacrées à la reproduction des plus célèbres fresques peintes dans les couvents et les églises retraçant la vie de saint François. Cette planche reproduit une composition peinte du couvent Saint-Antoine de Seligenthal situé près de Cologne. Les graveurs de cette série sont Lucas Vorsterman et Adriaen Lammelin[5].

## Galerie

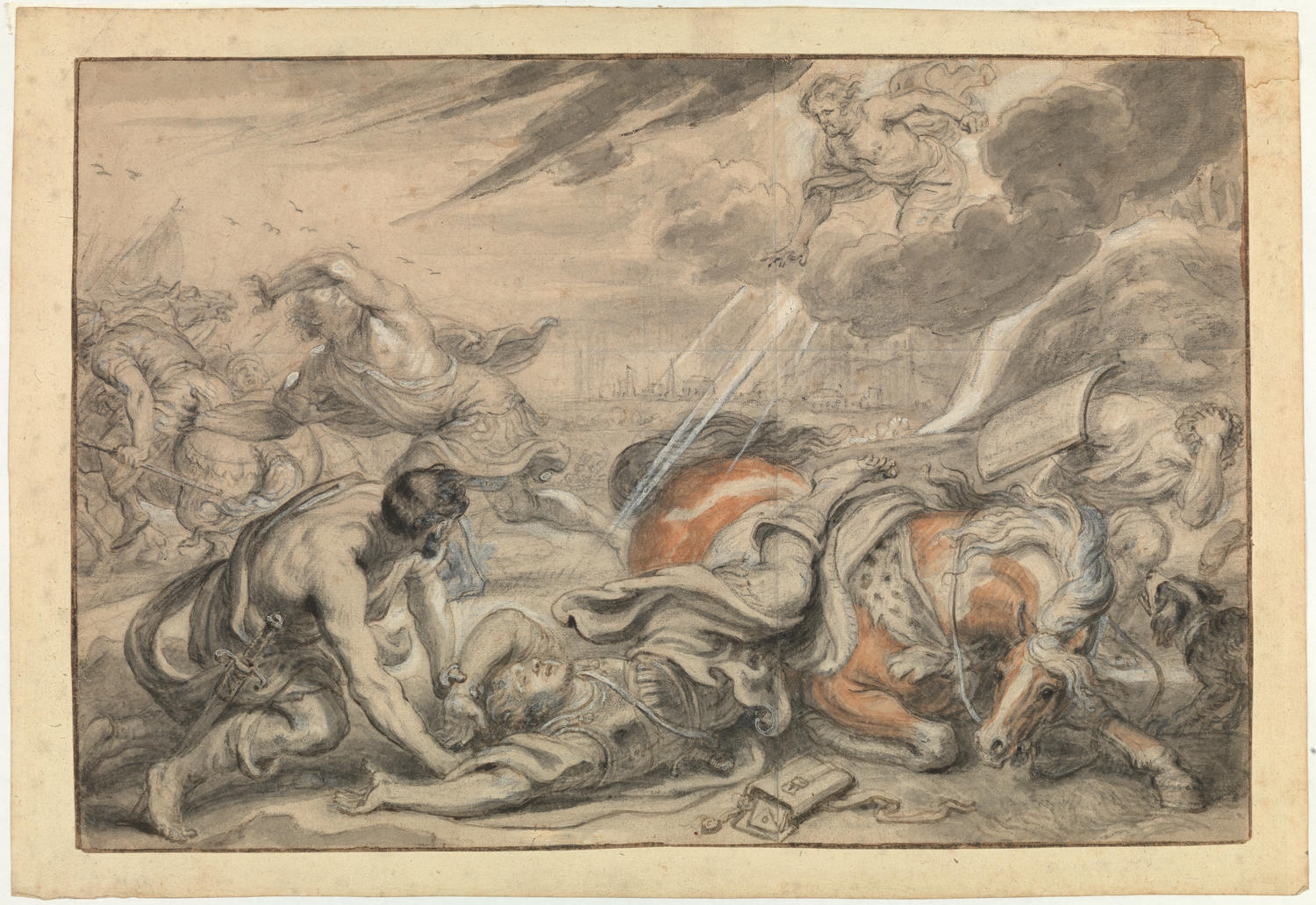
La Conversion de Saul, Fonds Courtin Bouché, Fondation Roi Baudouin.
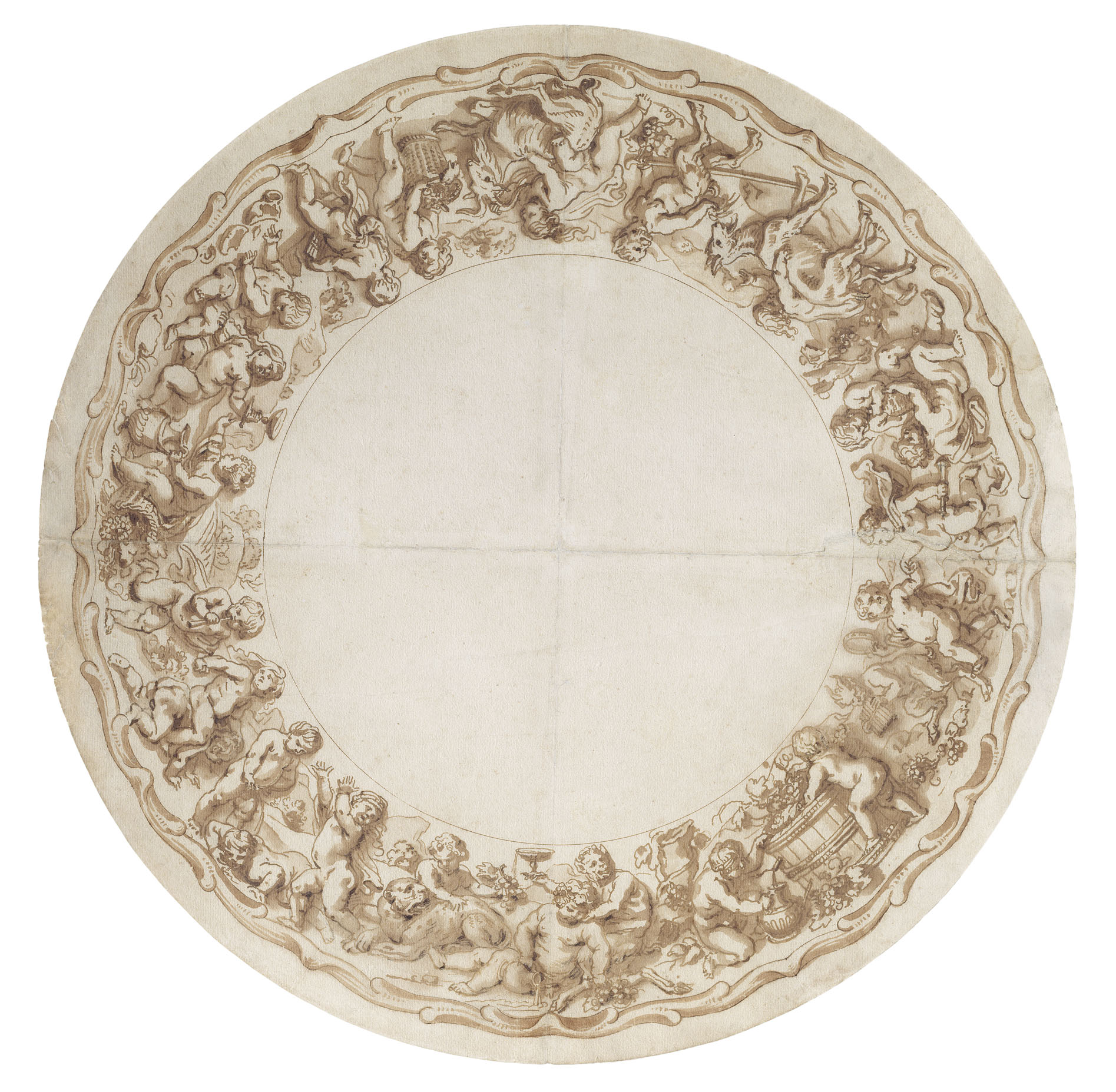
Ébauche pour le bord d'un plat décoratif représentant une bacchanale avec des enfants, Fondation Roi Baudouin
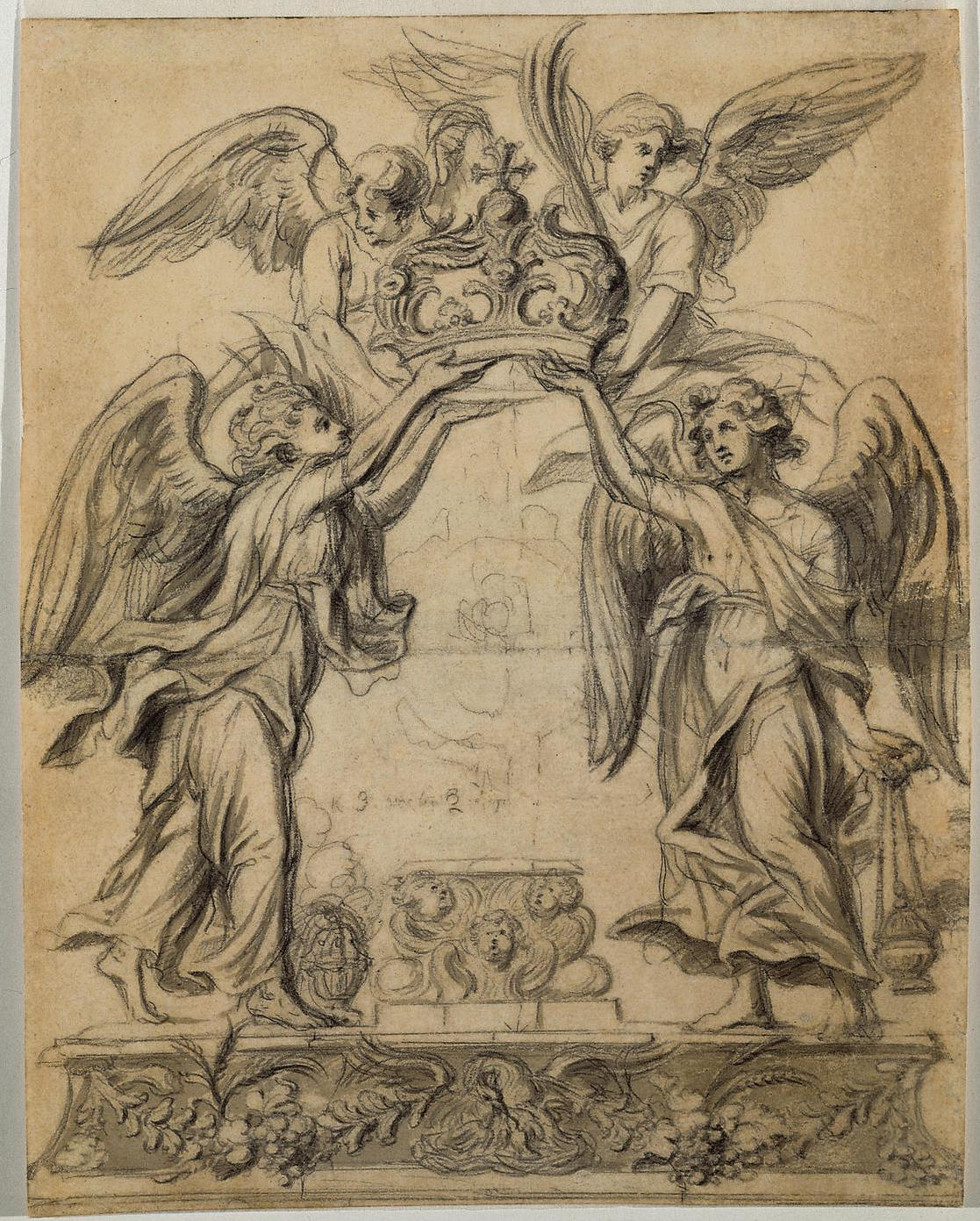
Ébauche d'un trône d'exposition également appelé trône des anges, Fondation Roi Baudouin
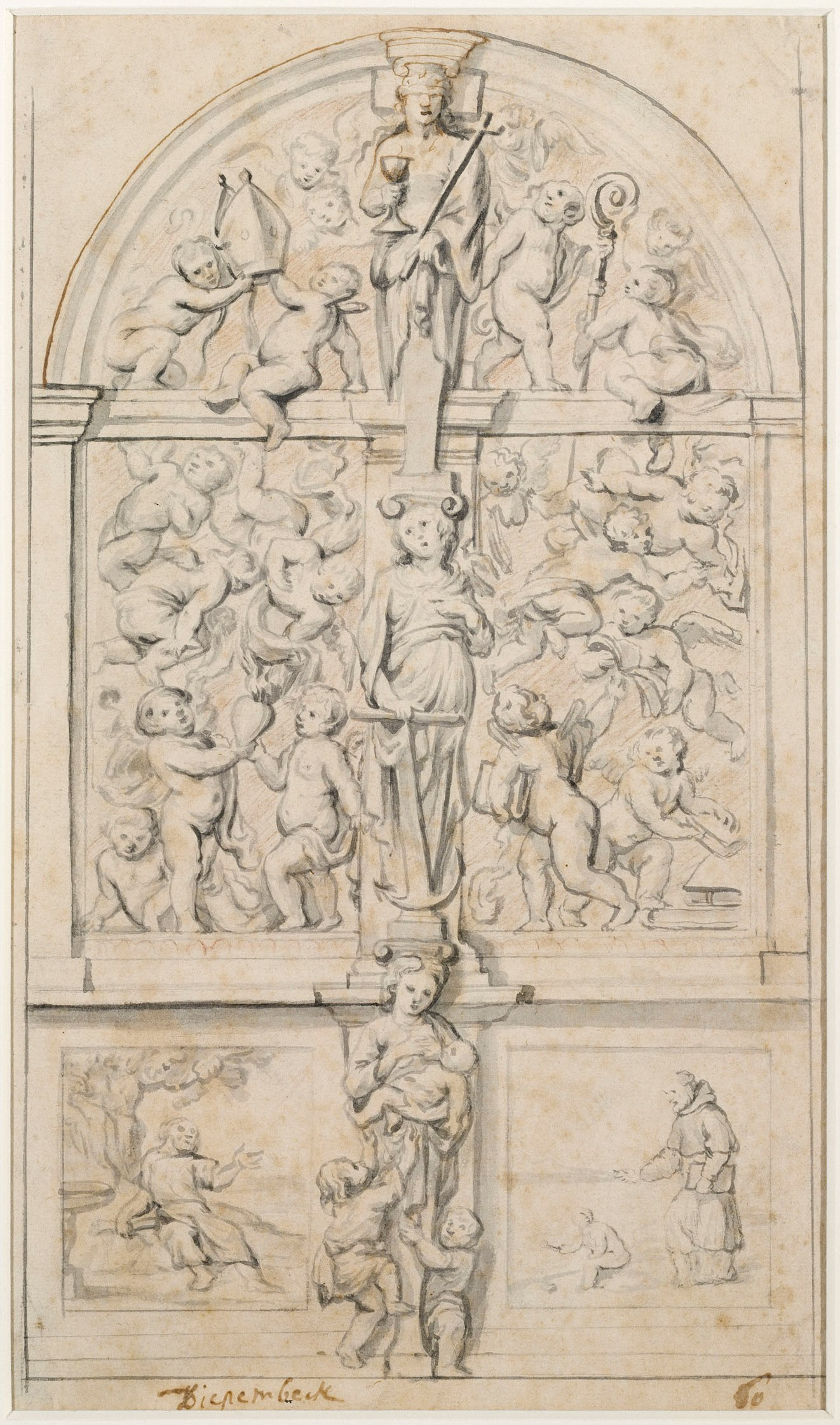
Ébauche d'un Portail des Anges de l'église des Augustins de Tirlemont, Fondation Roi Baudouin